# عائلة أبو جاموس
الجواميس او ابو جاموس هي عائلة عربية تقطن في الأردن، ترجع تسميتهم إلى جدهم موسى بن ثمد الملقب (ابو جاموس)، واشتهرت هذه العائلة بالنفوذ والسلطة، وهم اسرة من عائلات قبيلة الدعجة، احدى قبائل الأردن الرئيسية.

## التاريخ
تنحدر عائلة الجواميس من قبيلة الدعجة التي يعود أصلها إلى قبيلة جذام العربية. ويعود أصْل تسمية العائلة إلى جدها الأكبر : موسى بن ثمد الدعيجي (الملقب ابو جاموس)، وكان أول ذكر لدعجة في القرن الـ13 بعد الميلاد على يد المؤرخ ابن فاضل العمري. وانفصلت قبيلة الدعجة عن جذام في أواخر عهد المماليك، تميز الجواميس عبر التاريخ بالفروسية والنخوة وبرز منها العديد من الفرسان في تاريخ قبيلة الدعجة.

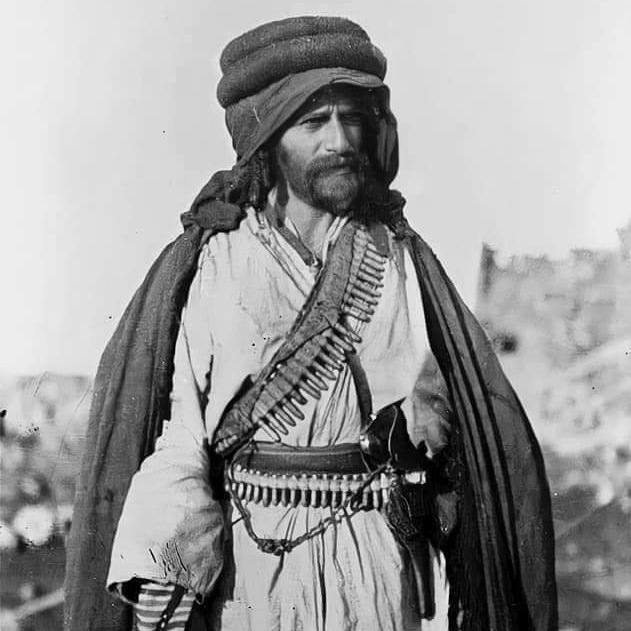
قبلان بن حمد العيسى ابو جاموس شيخ مشايخ قبيلة الدعجة عام 1900م

### القرن السادس عشر
في زمن سليمان القانوني، كَانَت قبيلة الدعجة تؤدِي الضريبة لِدَوْلَة الْعثمَانِيَة مَا بَيْنَ عام 1550م إلَى 1600م تَحْت مُسَمَّى عُرْبان طائفة أبي جاموس، الواردة في كتاب «دفتر مفصل لواء عجلون: طبور دفتري رقم ٠٧٩ » وضريبة تدفع عادة إلى الشيخ أو أحد افراد القبيلة، التي كانت تدفع إلى الحكومة العثمانية.

### القرن السابع عشر
ذكرت بعض المصادر اصطدام قبيلة الدعجة مع أمير لبنان وهو فخر الدين المعني الثاني في البلقاء. وكان زعماء القبيلة آنذاك ثمد ابو جاموس وسالم العرجاني، ورغم شح المصادر عن تلك الحادثة الا ان بعض التواتر وروايات الموجودة عند أبناء القبيلة تتحدث عنها بشكل مفصل.

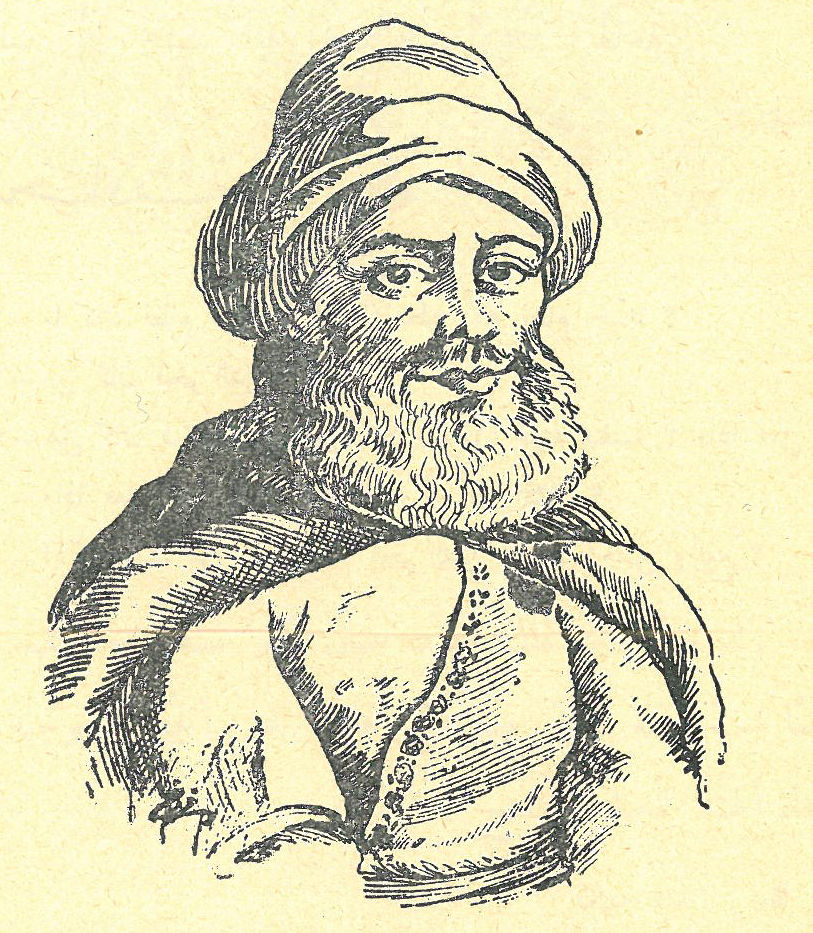
أمير لبنان فخر الدين المعني الثاني

### القرن الثامن والتاسع عشر
أشارت المستشرقة البريطانية جيرترود بيل في رحلتها وزيارتها لقبيلة الدعجة إلى قبلان بن حمد ابو جاموس، وذكرت أنه من أسرة شيوخ قبيلة الدعجة، وابن عم الشيخ الحاكم، وتحدثت عن العداء بين قبيلتي الدعجة والشرارات. وأثناء مرافقتها لقبلان ابو جاموس، تحدثت المستشرقة عن قبيلة الدعجة بحتلال كل السهل الواقع اسفل منحدرات من جبل العليا، وأيضا البلدة الواقعة إلى الشمال الغربي بين التلال ونهر الزرقاء. كان الشاب مخيمر خيم عند الشمال، وخيم عمه الأمير فلاح العيسى وحمود ولد قبلان معا في السهل نحو الجنوب.
إحدى أكبر المعارك والغزوات، التي خَاضَهَا قبلان بن حمد ابو جاموس، بجانب قبيلتة الدعجة وبني حسن، ضد قبيلة بني صخر والحويطات، قام ٤٠٠ فارس من بني صخر والحويطات المتحالفين مع الشرارات بكتساح هذه السهول، وفاجأوا جماعه من بني حسن واقتلعو الخيام مع الفي رأس من الماشية، وقال قبلان بأنه يضطر الإنضمام إلى هاذا النزاع وذلك لأن الدعجة ملزمة بمساعدة بني حسن ضد بني صخر. وبعد انتهاء المعركة وضعت تلك القبائل المتعاركة من الدعجة وبني حسن وبني صخر والحويطات بحل هدنة بسبب تلك القبيلة القوية عنزة المتغولة في الصحراء.
تحدثت المستشرقة عن فلاح العيسى حين مضيفها إلى خيمتة، وقالت وهو شيخ معروف في كل أرجاء البلقاء، بسبب حكمته وامتلاكة سلطة تتجاوز تلك التي يمارسها رجل مسن من بيت حاكم على قبيلتة.

## قادة العائلة
يختار الجواميس قائدًا لعائلتهم يُسَمّى الشيخ، وفي الأغلب يَتَّبِعُون التَّقْلِيد البدوي بانتقال القيادة إلى الابن الأكبر للقائد الحالي، ولكن كانت هناك بعض الحالات الاسثنائية خلال تاريخ العائلة الطويل. وتّذَكَّر أن قائد عائلة الجواميس يكون هو بأنه قائد قبيلة الدعجة باعتبار أن عائلة الجواميس هي من يقود القبيلة.

## شخصيات تاريخية منهم
- الأمير فلاح العيسى أبو جاموس.
- الشيخ قبلان بن حمد العيسى أبو جاموس.